# 沃茨墓地礼拜堂
沃茨墓地礼拜堂（Watts Cemetery Chapel 或 Watts Mortuary Chapel）是位于萨里郡吉尔福德区康普顿村墓地的一座礼拜堂，属于凯尔特复兴的英国新艺术风格版本。虽然建筑整体大致为羅曼復興式建築风格，但是奢华的陶瓦浮雕和绘画装饰则是凯尔特复兴风格，规模非常大。据当地议会称，这是“新艺术运动、凯尔特、罗马式和埃及复兴风格的影响，与玛丽自己的原创风格的独特融合”。
其他回应则不那么积极。伊昂·奈恩,在1971年《佩夫斯纳建筑指南》《英格兰建筑》系列的《萨里郡》一卷中，将其内部描述为“英格兰最催眠的房间之一”，并对“紋樣令人无法忍受的昏睡和厌倦”表示遗憾。 该建筑已列为英国一级登录建筑。

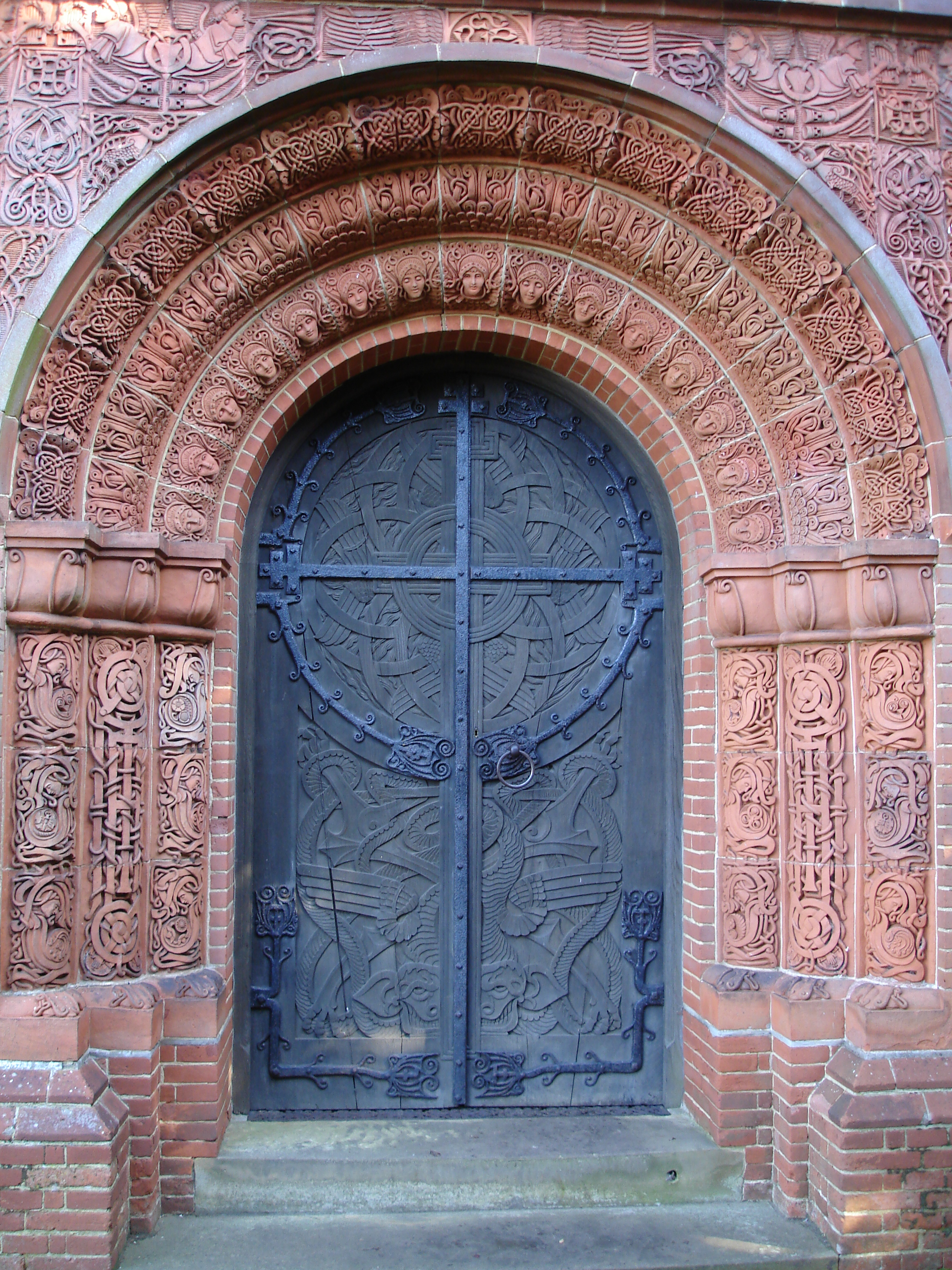
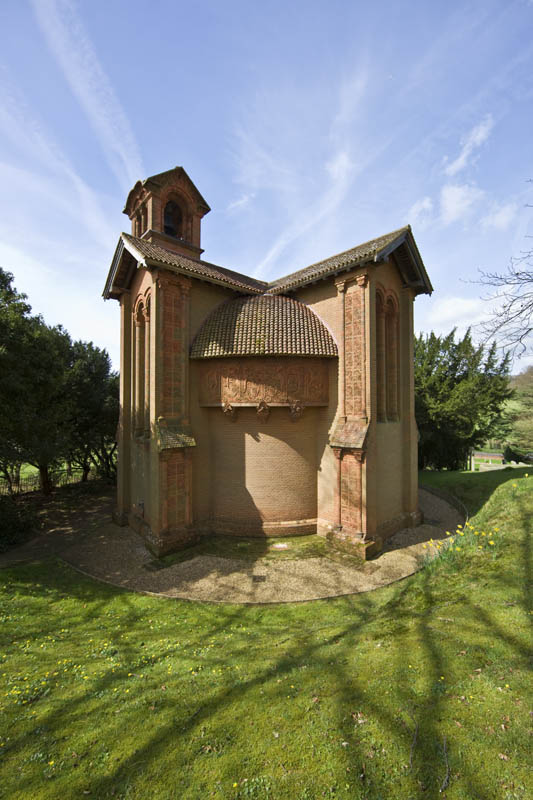
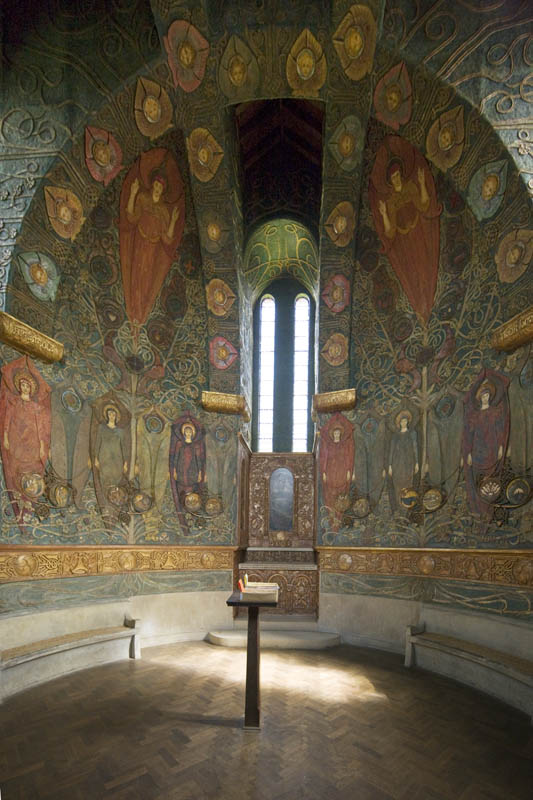
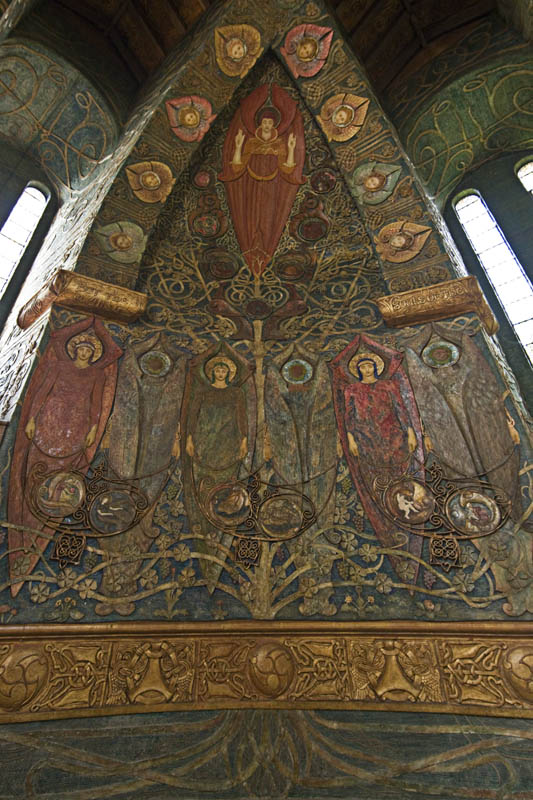
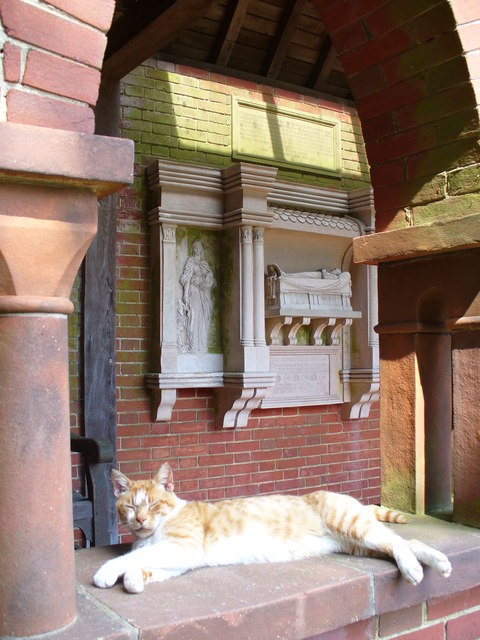

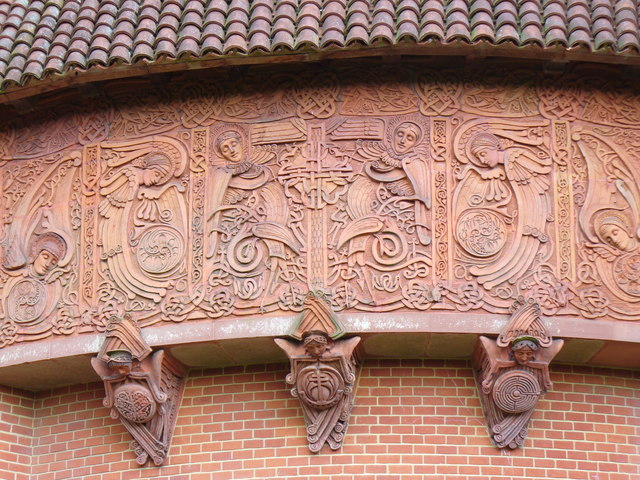
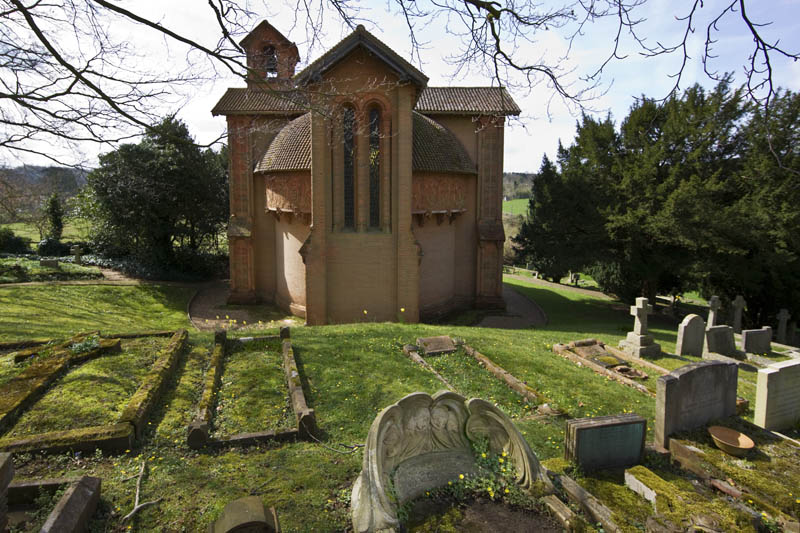
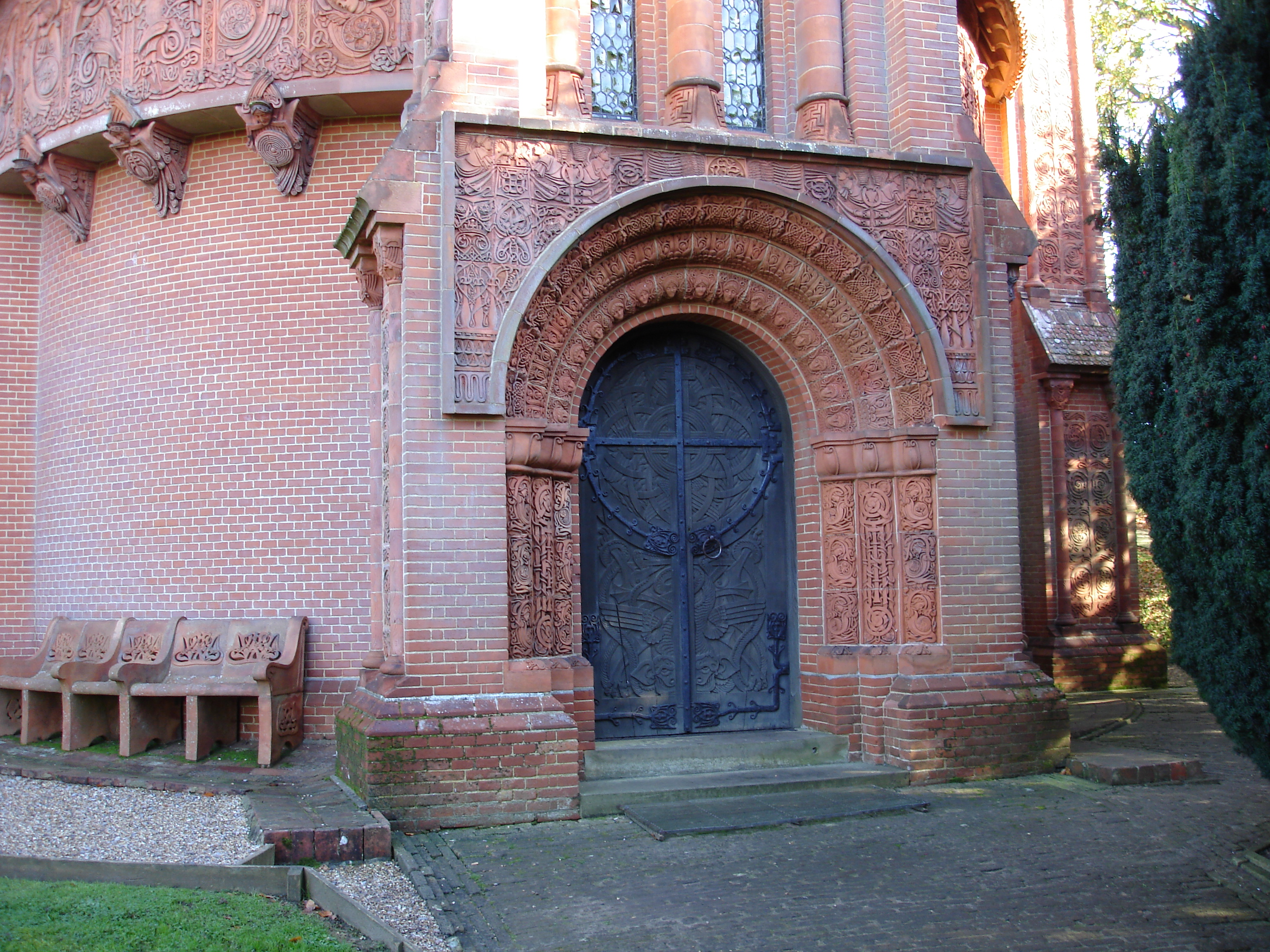
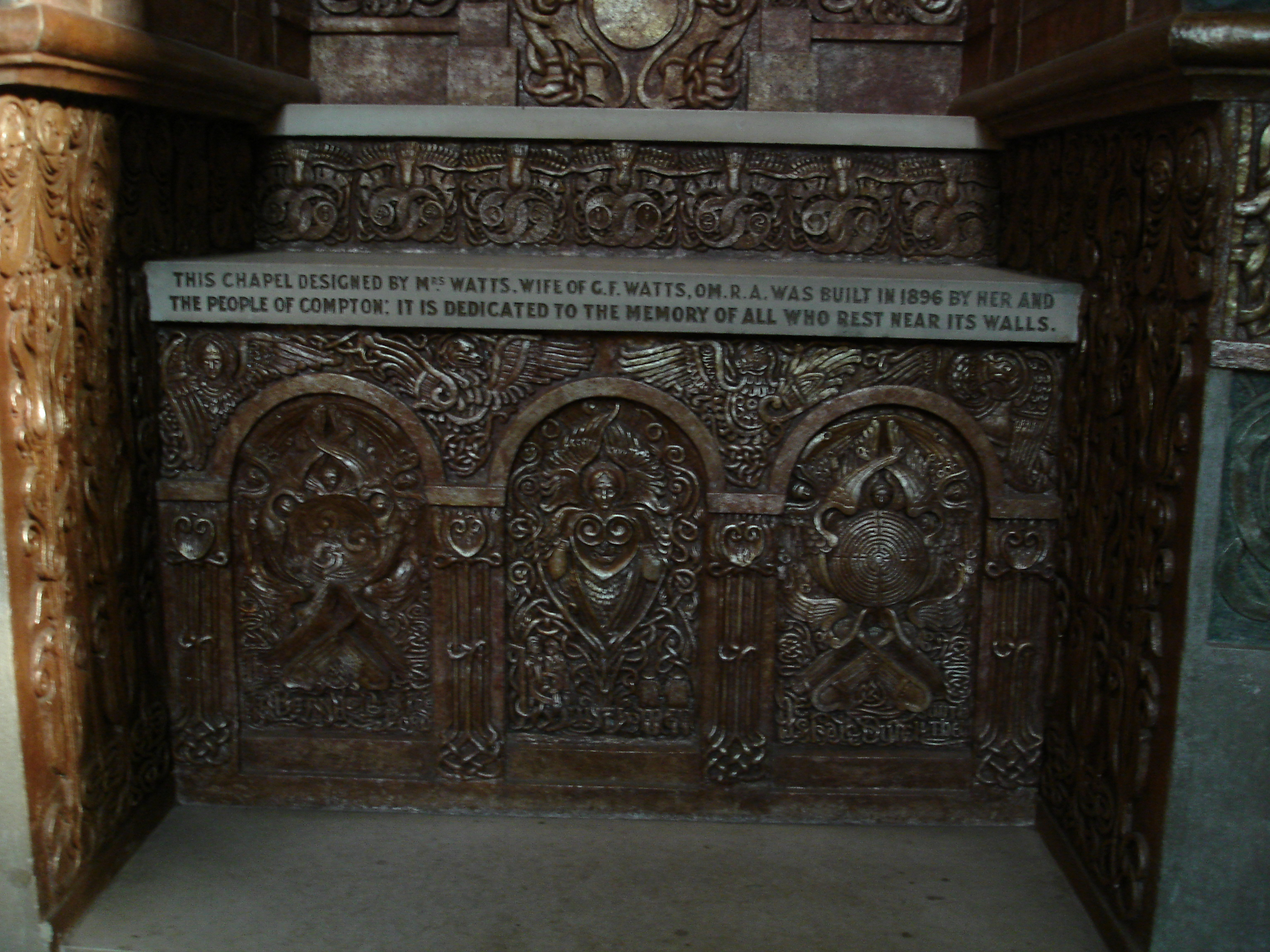
The altar
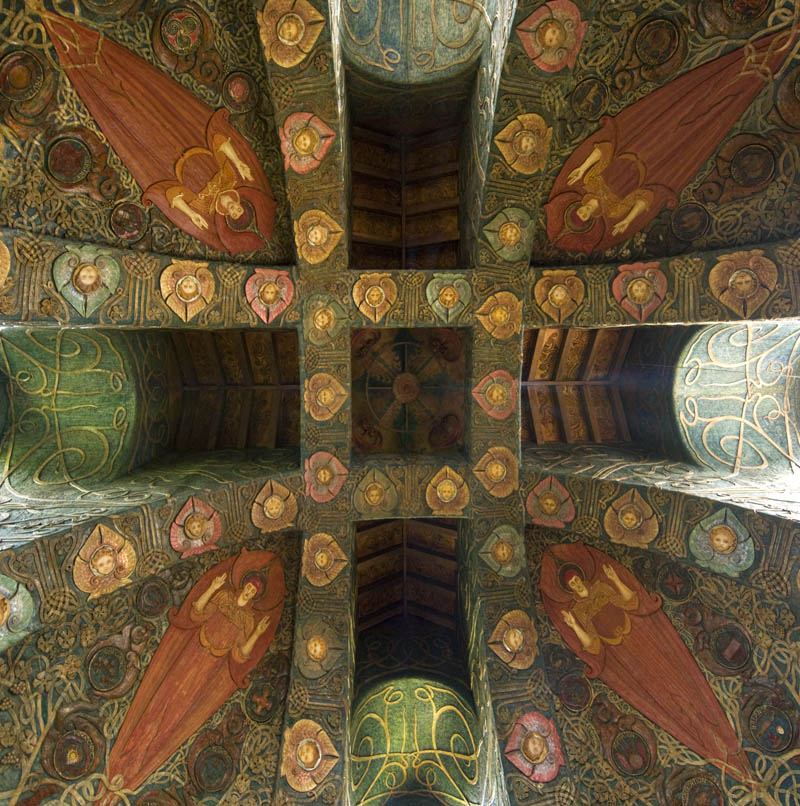
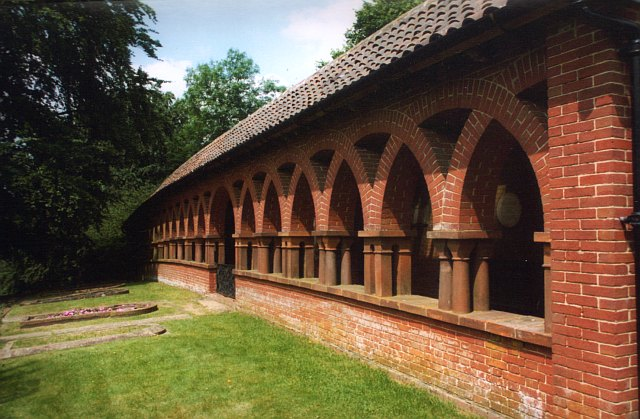